# 1990—1991年西南印度洋熱帶氣旋季
1990－1991年西南印度洋熱帶氣旋季在1990年7月16日開始，並在1991年4月30日完結（某些地區的熱帶氣旋季將在1991年5月15日完結）。
此文內容只包含在西南印度洋形成的熱帶氣旋的介紹。
風暴是由留尼汪氣象部發出報告。如果一個熱帶低氣壓在南緯0-40度，東經31-55度之間增強為中等熱帶風暴的話，馬達加斯加就會為它命名。如果一個熱帶低氣壓在南緯0-40度，東經55-90度之間增強為中級熱帶風暴的話，毛里求斯就會為它命名。

## 熱帶氣旋
- 如果一個熱帶低氣壓在南緯0-40度，東經31-90度之間增強為中等熱帶風暴的話，馬達加斯加或毛里求斯就會為它命名。由於每年都會有新的名字清單，所以不會停用名字。

以下所有氣旋的強度及其他相關資訊均以留尼汪氣象部公報為準。

## 其他熱帶氣旋
除了被命名的熱帶氣旋外，還有一些沒被命名的低氣壓和被聯合颱風警報中心認為是熱帶風暴的熱帶氣旋。以下列出那些熱帶氣旋的資料。

## 1990-91年風暴名單
| - Alison - Bella - Cynthia - Debra - Elma - Fatima - Gritelle |

## 內部連結
- 1990年太平洋颱風季
- 1990年太平洋颶風季
- 1990年大西洋颶風季
- 1990年北印度洋氣旋季
- 1991年太平洋颱風季
- 1991年太平洋颶風季
- 1991年大西洋颶風季
- 1991年北印度洋氣旋季
- 1990－1991年澳洲地區熱帶氣旋季
- 1990－1991年南太平洋熱帶氣旋季

## 外部連結
- 聯合颱風警報中心 (JTWC)
- 法國氣象局 (RSMC La Réunion)
- 世界氣象組織
- Cyclonic Phenomena In Indian Ocean watched by Meteosat (Season 1990-1991)archived at（页面存档备份，存于）